# Spettrina

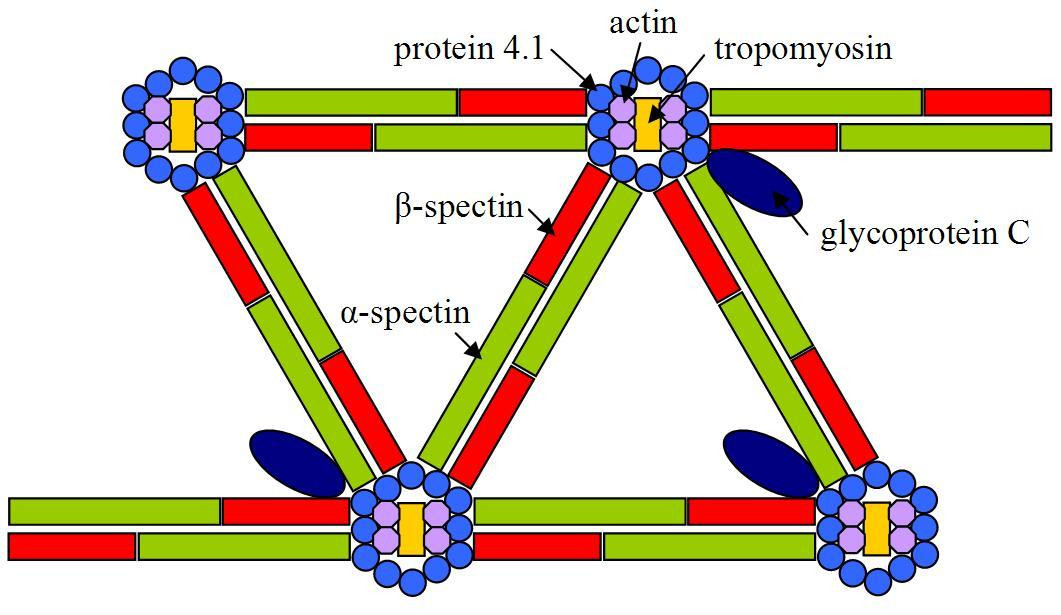
Rappresentazione schematica dello scheletro di membrana dell'eritrocita. La struttura a maglia determina la grande deformabilità e flessibilità della membrana

La spettrina è una proteina citoscheletrica presente sul versante interno della membrana citoplasmatica delle cellule eucariotiche. Isolata per la prima volta dagli eritrociti, riveste un ruolo importante nel mantenimento dell'integrità della membrana plasmatica e struttura citoscheletrica.
Si tratta di una proteina dimerica costituita da due catene polipeptidiche antiparallele α e β di 240 e 220 kDa, rispettivamente, che si uniscono due a due formando unità tetrameriche. Essa è associata alla superficie interna del plasmalemma e rappresenta circa un terzo delle proteine di membrana dell'eritrocita. 
La membrana plasmatica conferisce agli eritrociti la possibilità di modificare velocemente la loro forma per poter scorrere anche nel lume dei più piccoli capillari che spesso hanno un diametro comparabile con quello dello stesso eritrocita. La composizione della membrana plasmatica è simile a quella di tutte le altre cellule, è dunque costituita da un doppio strato fosfolipidico inframmezzato da colesterolo, in cui sono immerse proteine estrinseche ed intrinseche, altre invece formano lo scheletro di membrana. Questa sottile maglia è formata principalmente da filamenti di spettrina α e β e da microfilamenti di actina, che si connettono alle proteine del sovrastante doppio strato lipidico, interagendo con esse e determinando la grande deformabilità e flessibilità della membrana dell'eritrocita.
Mutazioni che coinvolgono la spettrina comunemente causano difetti ereditari dell'eritrocita, tra cui ellissocitosi ereditaria e sferocitosi ereditaria.